# رداء المستشفى

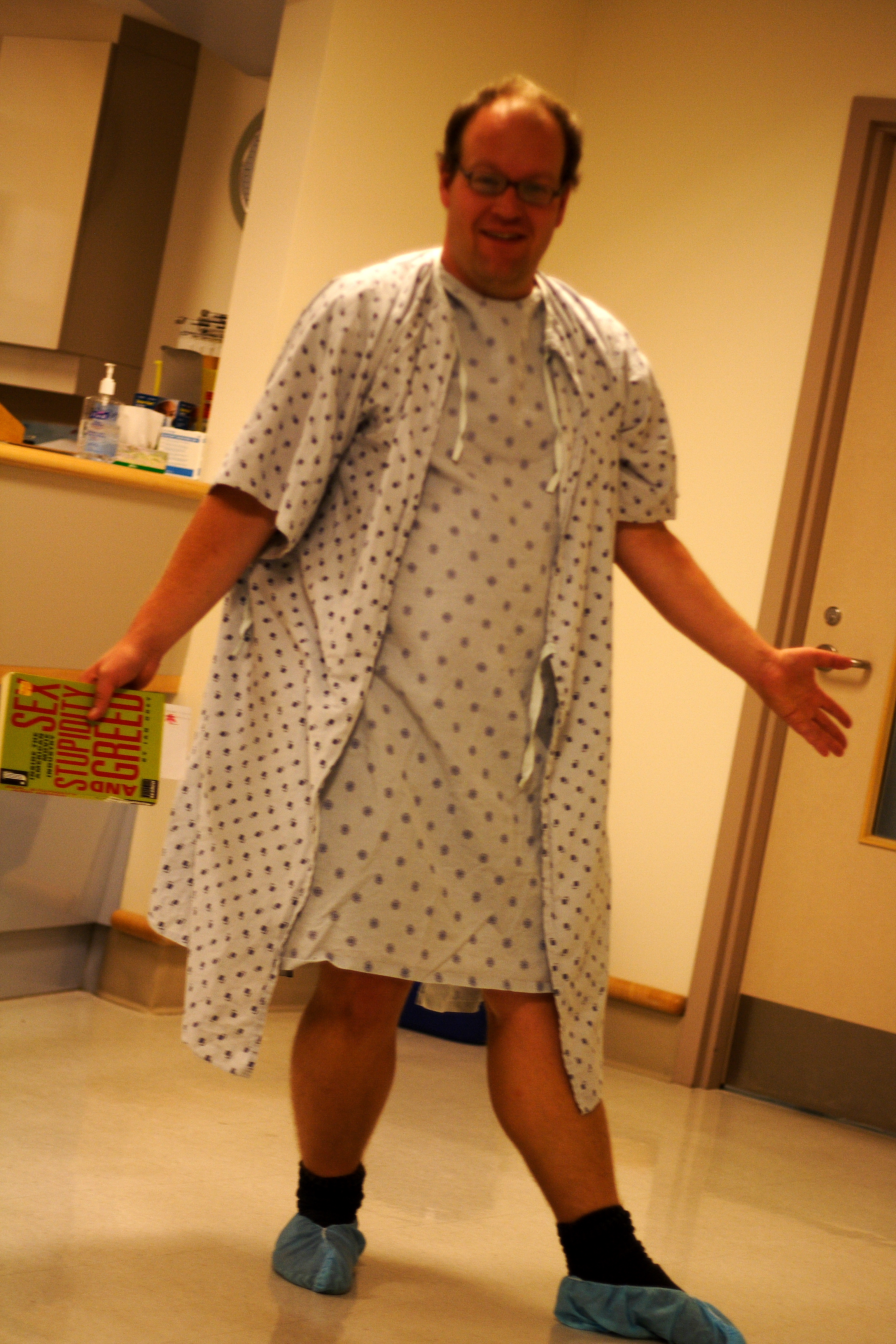
مريض يرتدي رداء مستشفى طبي مع غطاء.

رداء المستشفى، والمعروف أيضا بقميص المريض، عباءة الفحص، هو رداء ذات أكمام قصيرة وبطول الفخذ. يرتديه المريض في المستشفى وغيرها من المرافق الطبية.
يصنع رداء المستشفى من قماش يستطيع تحمل الغسيل المتكرر بالماء الساخن، وعادة ما يكون من القطن، ويتم تثبيته على المريض من ناحية الظهر بربطات شريط الحك. أما اردية المستشفى التي ترمى بعد استعمالها لمرة واحدة فتصنع من الورق أو البلاستيك الرقيقة، مع ربطات خلفية من البلاستيك أو الورق.
يجد معظم الأطباء، وخصوصا في المستشفيات، أن الاردية تسهل الاستماع إلى القلب والرئتين. كما يستسهل الممرضون والممرضات، إعطاء الحقن في الأرداف مع هذا النوع من الملابس. يكون رداء المستشفى أرق بكثير وأكثر مرونة من الملابس العادية، مما يحمى المرضى من التعرض للحرارة المفرطة. ويصمم الرداء لتقليل انزعاج المرضى من ملابسهم مثل الحاجة لتغيير الملابس أو الاحتفاظ بغيرات عديدة أو إزالة الملابس عند استخدام المرحاض. وهو أكثر راحة للتنقل بالمقارنة مع الملابس العادية. [بحاجة لمصدر]
وتشتهر عباءات المستشفى بكونها كاشفة لبعض أجزاء من جسم المريض مما يزعج البعض. هناك جهود لتعديل العباءة لتتناسب مع المرضى بشكل أفضل من خلال تقليل مقدار كشف الجسم، على سبيل المثال، يجد المسلمين الرداء محرج ومخز. في عام 2004، قام أحد مستشفيات ولاية بورتلاند بتصميمم رداء جديد يقلل من كشف الجسم وفي عام 2008، صمم تام نغويان، وهو فني أشعة سينية، رداء أكبر بربطات إغلاق فيلكرو، لاستخدامها في تصوير الثدي بالأشعة السينية. وتصبغ العباءات باللون الوردي، وتكريما لمرضى سرطان الثدي.
أظهرت بعض الابحاث عن وجود علاقة بين عباءات المستشفى الورقية مع انتشار الالتهابات في المستشفى، والتي يمكن تجنبها من خلال التخلص السليم من العباءات المستعملة منها.